# Taśma filmowa 35 mm
Taśma filmowa 35 mm – najczęściej używany format materiału filmowego wykorzystywanego zarówno w fotografii, jak i w kinematografii. Taśma tego standardu została opracowana w 1892 przez Williama Dicksona oraz Thomasa Edisona na podstawie dostarczonego przez George’a Eastmana materiału fotograficznego i jest wykorzystywana do dzisiaj w prawie niezmienionej formie. Materiał światłoczuły, z którego wytwarza się taśmę ma postać pasków o szerokości 35 mm, skąd wywodzi się nazwa standardu, perforowanych na obu brzegach. Jako standard perforacji wybrano po 4 otwory na jeden cykl obrazu (pojedynczą klatkę) rozmieszczone po obu stronach taśmy filmowej, co dawało 16 klatek na stopę długości taśmy.
Na przełomie XIX i XX wieku wykorzystywano taśmy filmowe o różnych szerokościach, które opracowywano niezależnie, a ich szerokość wynosiła od 13 do 75 mm (od 0,51 do 2,95 cala). W 1909 ostatecznie ustalono, że 35 mm będzie standardem szerokości taśmy filmowej i pozostał on podstawowym rozmiarem zarówno do rejestracji, jak i odtwarzania filmów mimo tego, że z biegiem lat pojawiały się węższe i szersze rodzaje taśm filmowych. Rozmiar 35 mm uznano za optymalny między kosztem materiału filmowego a oferowanej przez niego jakości obrazu. Wszechobecność projektorów na 35-milimetrową taśmę w kinach spowodowała, że jest to obecnie jedyny tak powszechny standard projekcji filmów na świecie.
Standard ten na przestrzeni stu lat dowiódł swej uniwersalności, będąc wielokrotnie modyfikowanym w celu dołączenia ścieżek dźwiękowych, zmiany materiału bazowego na niepalny, dodania kolorów, przystosowania do rejestracji obrazów panoramicznych wielu standardów, oraz zapisu dźwięku cyfrowego na prawie całej niezajętej przez obraz powierzchni taśmy. Od początku istnienia do chwili obecnej wyłączność na produkcję taśm filmowych standardu 35 mm mają firmy Eastman Kodak i Fujifilm. Według firmy Kodak rozdzielczość jednej klatki taśmy filmowej 35 mm wynosi 6K pikseli.

## Wczesna historia
W 1880 George Eastman rozpoczął w mieście Rochester w stanie Nowy Jork produkcję szklanych płyt fotograficznych pokrytych warstwą suchej żelatyny. Wraz z Williamem H. Walkerem, Eastman zbudował i 5 maja 1885 opatentował uchwyt do rolki z papierową taśmą pokrytą żelatynową światłoczułą substancją. W 1887 roku Hannibal Goodwin wynalazł nitrocelulozową błonę fotograficzną, pierwszy przezroczysty i elastyczny materiał filmowy. Rok później Emile Reynaud opracował pierwszą taśmę filmową z perforacją. Wytwórnia Eastmana była pierwszym przedsiębiorstwem, które produkowało materiały foto na skalę masową. W 1889 Eastman zdał sobie sprawę, że można pokrywać emulsją żelatynowo-bromkową także nitrocelulozową błonę i całkowicie wyeliminować papier.
Krótko po wynalezieniu elastycznej taśmy filmowej, Thomas Alva Edison zaprezentował swój wynalazek – kinetoskop, który po raz pierwszy został zaprezentowany w Brooklyn Institute of Arts and Sciences 9 maja 1893 roku. Kinetoskop był urządzeniem przeznaczonym do wyświetlania zapętlonego obrazu ruchomego i umożliwiał oglądanie go tylko przez jedną osobę naraz, tak jak w fotoplastykonie. Krótko potem Edison wraz ze swym asystentem W. K. L. Dicksonem opracowali kinetofon, będący kombinacją kinetoskopu i fonografu. Poczynając od marca 1892 firma Eastman, a od kwietnia 1893 do 1896 wytwórnia New York's Blair Camera Co. rozpoczęły dostawy na zamówienie Edisona taśm materiału światłoczułego o szerokości 1 9/16 cala. W laboratorium Edisona taśmy te były przycinane do szerokości 35 mm i perforowane. Od 1894 lub 1895 wytwórnia Blaira zaczęła dostarczać gotowy materiał filmowy wykonany zgodnie ze specyfikacją Edisona. Jednym z parametrów taśmy filmowej, jaki przetrwał do naszych czasów jest ustalona przez Edisona wysokość klatki, która wynosi cztery otwory perforacji. Standard taśmy o szerokości 35 mm z perforacją na krawędziach i klatką wysokości 4 otworów próbował Edison zastrzec patentem, ale w marcu 1902 sąd podważył jego żądania i odmówił mu wyłączności na to rozwiązanie. Decyzja sądu pozwoliła na produkcję taśmy o szerokości 35 mm wielu innym producentom bez konieczności wnoszenia opłat licencyjnych. Wkrótce po orzeczeniu wyroku w sprawie patentu Edisona opracowana przez niego 35-milimetrowa taśma filmowa zaczęła zyskiwać popularność także w Wielkiej Brytanii i całej Europie. Konkurencyjnym do rozwiązania Edisona ówczesnym standardem było rozwiązanie wytwórni American Mutoscope & Biograph w postaci taśmy o szerokości 68 mm przesuwanej w kamerze bez jakiejkolwiek perforacji a jedynie siłami tarcia. We Francji bracia August i Ludwik Lumière opracowali własne rozwiązanie przesuwu taśmy szerokości 35 mm również polegające na perforacji jej krawędzi, ale rzadszej, bo tylko z jednym okrągłym otworem na krawędziach zlokalizowanym na osi symetrii klatki.
Chociaż format taśmy filmowej został opracowany przez Edisona to stał się on pierwszym standardem, a od grudnia 1908 niemalże oficjalnym standardem założonego przez Thomasa Edisona trustu Motion Picture Patents Company zrzeszającego wiele wytwórni przemysłu filmowego. Paul C. Spehr opisał wagę tego rozwiązania następującymi słowami:

Szybkie zaakceptowanie taśmy 35 mm jako standardu dało potężny impuls do rozwoju i rozprzestrzenienia się kinematografii. Standardowa szerokość umożliwiła prezentację filmów we wszystkich krajach świata... Zapewniła jednolity, pewny i przewidywalny format dla produkcji, dystrybucji i wyświetlania filmów, ułatwiając błyskawiczne rozprzestrzenianie się filmów jako ogólnoświatowego środka rozrywki i komunikacji.

Ten sam standard taśmy został wprowadzony do fotografii już w 1913 i wykorzystany w aparacie Tourist Multiple, ale popularność zyskał dopiero w 1925 wraz z wprowadzeniem na rynek skonstruowanego przez Oskara Barnacka aparatem Leica.

### Rynek amatorski
Konieczność wykorzystania do produkcji materiału filmowego zaawansowanej chemii i związków srebra spowodowała, że na początku ery kinematografii filmowanie na taśmie 35 mm było drogim hobby niedostępnym dla większości ludzi. Ponadto zastosowanie jako materiału na błonę fotograficzną nitrocelulozy, łatwopalnej i posiadającej własności wybuchowe, stwarzało poważne ryzyko dla ludzi nieprzyzwyczajonych do zachowania szczególnych środków ostrożności przy jej używaniu. Pierwszą próbę wprowadzenia kinematografii na rynek amatorski podjął Amerykanin Birt Acres, który w 1898 zbudował kamerę przenośną Birtac na taśmę filmową szerokości 17,5 mm. Do wczesnych lat 20. XX wieku na rynku amatorskim pojawiło się wiele standardów szerokości taśmy poza 35-milimetrową – 28 mm (1,1 cala) (1912), 9,5 mm (0,37 cala) (1922), 16 mm (0,63 in) (1923) i Pathe Rural 17,5 mm (1926). Ostatecznie rynek amatorski został zdominowany przez format firmy Eastman Kodak o szerokości taśmy wynoszącej 16 mm, który jest wykorzystywany do dzisiaj, a w swej odmianie Super 16 popularny wśród profesjonalnych twórców filmowych. Jako szerokość taśmy wybrano rozmiar 16 mm, aby zapobiec napływowi na rynek materiału światłoczułego ciętego przez firmy trzecie, ponieważ uzyskanie materiału o szerokości 17,5 mm jest proste i polega na przecięciu 35 mm taśmy na połowę. Taśma filmowa standardu 16 mm była pierwszą, którą wyprodukowano z niepalnego i bezpiecznego dwuoctanu celulozy (później trójoctanu celulozy). Później rynek amatorski został podzielony przez wprowadzenie w 1932 drugiego standardu taśmy filmowej o szerokości 8 mm (0,31 cala), której przeznaczeniem była amatorska kinematografia domowa. Zgodnie z wymogami prawa zarówno taśma szerokości 16 mm, jak i 8 mm (oraz materiał filmowy przeznaczony do używania amatorskiego) musiały być produkowane z materiału niepalnego. Wprowadzenie taśm o tych szerokościach spowodowało, że materiał filmowy na taśmach szerokości 35 mm stał się domeną profesjonalnych filmowców.

## Zasada działania taśmy filmowej
W skład emulsji fotograficznej wchodzą miliony światłoczułych kryształków soli srebra zmieszanych z żelatyną. Każdy z kryształków jest związkiem srebra i pierwiastka z grupy halogenków (takich jak brom, jod czy chlor) krystalizującym w układzie sześciennym. Każdy z nich składa się z ujemnie naładowanych jonów halogenku i dodatnio naładowanych jonów srebra. Kiedy na kryształki padnie światło ulegają one rozkładowi, a uwolnione z nich jony srebra powodują (po wywołaniu) zaciemnienie emulsji w naświetlonych miejscach tworząc obraz utajony. Im więcej światła pada na błonę i im dłużej to trwa, tym więcej metalicznego srebra powstaje, a obraz staje się ciemniejszy. Podczas procesu chemicznego nazywanego wywoływaniem pod wpływem wywoływacza fotograficznego następuje przekształcenie obrazu utajonego na jawny.

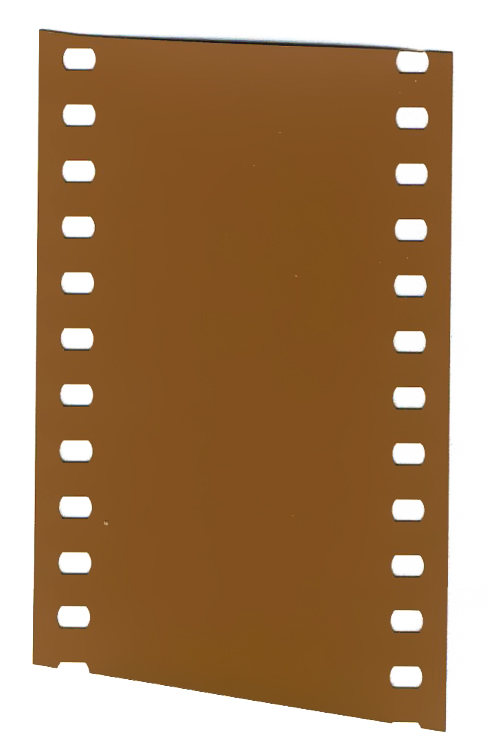
Krótki odcinek kliszy filmowej 35 mm (przed wywołaniem)

Na przezroczystą błonę fotograficzną naniesiona jest emulsja światłoczuła z jednej strony, a z drugiej warstwa przeciwodblaskowa w postaci cienkiej warstwy węgla, srebra lub barwnika. Bez warstwy przeciwodblaskowej promienie światła miałyby tendencję do rozpraszania się w materiale błony i odbijania się od jej dolnej powierzchni, co skutkowałoby powtórnym naświetleniem emulsji światłem rozproszonym, a w konsekwencji powstaniu zjawiska podobnego do halo wokół jasnych kontrastowych obiektów. Dodatkową funkcją warstwy przeciwodblaskowej było zmniejszenie elektryzowania się materiału filmowego, co było dużym problemem na początku ery kinematografii. Taśma filmowa przesuwająca się w kamerze z prędkością ponad 45 centymetrów (18 cali) na sekundę mogła wygenerować ładunek elektryczny, który mógł być powodem powstania iskier elektrycznych mogących prześwietlać film. Taśma filmowa do filmów barwnych posiada nie jedną a trzy warstwy światłoczułe, z których każda uczulona jest na inną barwę światła: czerwoną, zieloną i niebieską. Do każdej warstwy dodany jest barwnik, który powoduje po naświetleniu zaciemnienie obrazu w danym kolorze, analogicznie jak w fotografii czarno-białej. Na wierzchu błony filmowej znajduje się warstwa czuła na światło niebieskie, a poniżej niej filtr żółty odcinający tę barwę. Kolejne dwie warstwy są uczulone odpowiednio na światło zielone i czerwone.
Tak jak w fotografii czarno-białej naświetlenie emulsji powoduje rozkład kryształków związku srebra na metaliczne srebro, które w tym wypadku powoduje zaciemnienie na kolor danej warstwy emulsji. Warstwa uczulona na kolor niebieski zabarwia się na barwę żółtą, uczulona na zieleń barwi się w kolorze magenta, a czerwona na cyjan. W procesie wywoływania następuje zastąpienie kryształków srebra z poszczególnych warstw odpowiednim barwnikiem, a podczas utrwalania wypłukanie pozostałych nienaświetlonych kryształków srebra z materiału.
W latach 80. Eastman Kodak opracował nową metodę sztucznego otrzymywania płaskich kryształków związków srebra nazywaną T-Grain, które charakteryzują się względnie większą powierzchnią, a co za tym idzie większą światłoczułością dla mniejszych kryształków. Technologia ta umożliwiła przezwyciężenie problemu wzrostu wielkości ziarna i pogorszeniem jakości obrazu wraz ze wzrostem czułości materiału światłoczułego (ostatecznie znalazła ona zastosowanie w kliszach fotograficznych Kodaka serii „MAX”). Fuji również opracowało własne rozwiązanie uzyskiwania płaskich sześciokątnych kryształków, które nazwano SUFG (Super Unified Fine Grain) i zastosowano w negatywach fotograficznych SuperF.

### Inne znane typy filmów fotograficznych
Oprócz czarno-białych negatywowych filmów, istnieją również monochromatyczne materiały diapozytywowe, na których tworzy się pozytywowy (naturalny) obraz, dający się wyświetlić przy użyciu światła przechodzącego jako przeźrocze. Produkuje się także materiały światłoczułe uczulone na długości fal świetlnych inne niż widzialne, takie jak podczerwień.

## Właściwości

### Kolor
Początkowo taśma filmowa miała postać nitrocelulozowego paska pokrytego emulsją światłoczułą zdolną rejestrować obraz czarno-biały. Pionierzy kinematografii tacy jak David W. Griffith zaczęli barwić i cieniować swoje filmy dla podniesienia dramatyzmu scen i około 1929 roku od 80 do 90% wszystkich produkowanych filmów było podkolorowanych. Pierwszą udaną techniką odwzorowania koloru na filmach był brytyjski Kinemacolor wykorzystywany w latach 1908-1914, polegający na stosowaniu dodatkowego obracającego się przed obiektywami kamery i projektora dysku z barwnymi filtrami zielonymi i czerwonymi dodającymi kolor na zasadzie syntezy addytywnej. Znaczącą wadą tego systemu, tak jak i wszystkich innych polegających na sekwencyjnym wyświetlaniu kolorów było migotanie barw i charakterystyczne „frędzle” wokół poruszających się obiektów.
W 1916 William Van Doren Kelley opracował pierwszy amerykański system odwzorowania koloru na taśmie filmowej 35 mm, który osiągnął sukces komercyjny, pod nazwą Prizma. Początkowo system ten podobnie jak Kinemacolor bazował na obracających się przed obiektywem filtrach barwnych i syntezie addytywnej, ale wkrótce dla uproszczenia procesu wyświetlania zaczęto barwić naprzemiennie poszczególne klatki filmu na pomarańczowo-czerwony i cyjanowy (zielono-niebieski) kolor. Ze względu na niezadowalające efekty zaczęto kręcić filmy na dwóch taśmach jednocześnie (przy pomocy dwóch równolegle umieszczonych kamer), z których jedna była uczulona na pomarańczowo-czerwoną a druga na cyjanową barwę. Kopie filmu przeznaczone do wyświetlania w kinach były produkowane na specjalnej taśmie pokrytej emulsją z obu stron odpowiednio dla obu barw na bazie syntezy subtraktywnej. Technologia ta pozwoliła uzyskać znacznie lepsze efekty, ale przez fakt kręcenia materiału nie z jednej, ale dwóch równoległych kamer, na ekranie pojawiało się rozmycie kolorów na krawędziach związane z niedokładnym złożeniem barw obrazów. Technologia Prizma stała się podstawą do opracowania późniejszych, równie udanych formatów filmu barwnego takich jak Multicolor, Brewster Color czy Cinecolor.

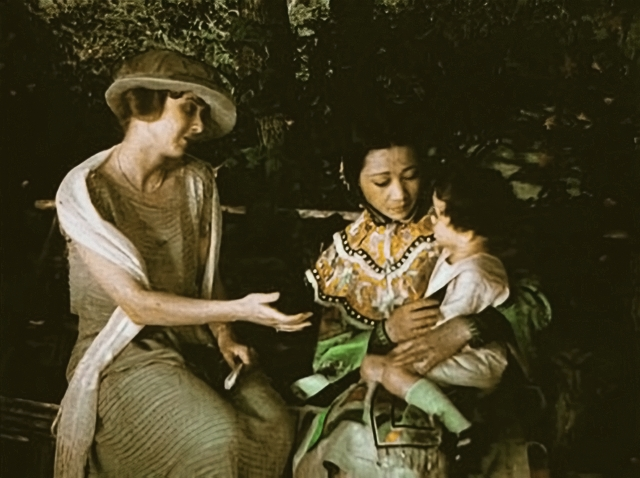
Klatka z filmu Toll of the Sea

Chociaż technologia filmu barwnego była dostępna już wcześniej to wytwórnie hollywoodzkie zdecydowały się na jej wprowadzenie dopiero po opracowaniu techniki Technicolor, która zapewniała lepszą jakość kopii i krótszy czas ich wykonania w porównaniu do konkurencji. Początkowo Technicolor był dwukolorowym systemem rejestrującym tylko barwę czerwona i zieloną, a pierwszym filmem zaprezentowanym z jego wykorzystaniem był obraz z 1922 roku Toll of the Sea. W odróżnieniu od systemu Kinemacolor, w którym zapisywano kolorowy obraz dwoma kamerami na dwóch taśmach, Technicolor posiadał tylko jeden obiektyw i jedną taśmę. Światło z obiektywu było dzielone przez pryzmat na dwie wiązki naświetlające jednocześnie dwie sąsiednie klatki taśmy filmowej, przy czym jedna z wiązek była przepuszczana przez filtr czerwony, a druga zielony. Z materiału źródłowego wykonywano dwie kopie, jedna tylko z klatkami zabarwionymi na czerwono, a druga z klatkami zielonymi i sklejano obie taśmy w jedną tak, aby dały podobny efekt jak w dwustronnej taśmie filmowej systemu Kinemacolor. Obie taśmy miały mniejszą grubość tak, że po sklejeniu standardowy wymiar był zachowany.
W 1928 wprowadzono nową odmianę Technicoloru (tzw. Proces 3) podobną do litografii, która usprawniła proces produkcji kolorowych kopii filmu. Kamera wykorzystywana do rejestracji pozostała taka sama zapisując dwa przefiltrowane obrazy na sąsiednich klatkach, ale proces produkcji kopii był odmienny. Najpierw produkowano dwie taśmy „matryce” z zapisem obrazu zielonego i czerwonego, które były pokryte żelatyną twardniejącą pod wpływem światła. Następnie wypłukiwano nienaświetloną i przez to wciąż miękką żelatynę z taśm uzyskując wypukły rysunek odpowiadający danemu kolorowi. Kolejnym krokiem było zabarwienie materiału odpowiednim kolorem, przy czym taśma z obrazem czerwonym była kolorowana barwnikiem zielonym i na odwrót. Im grubsza warstwa żelatyny tym, więcej barwnika było absorbowane i tym intensywniejsza była barwa wyjściowa. Tak zabarwione matryce dociskano do kolejnej taśmy pokrytej substancja absorbującą barwnik, tworząc w ten sposób kopię filmu.
W 1934 William T. Crispinel i Alan M. Gundelfinger powrócili do technologii Multicolor, której nadali nową nazwę Cinecolor. Technologia ta była szeroko wykorzystywana w filmach animowanych i produkcjach niskobudżetowych, głównie ze względu na niską cenę i dobra jakość obrazu. Chociaż technika Cinecolor wykorzystywała tę samą metodę dwustronnej taśmy filmowej, co Prizma i Multicolor, to główną jej przewagą było opracowanie maszyn do produkcji większej liczby kopii filmów w krótszym czasie.
W 1932 technologia Technicolor powróciła po raz kolejny z trójkolorowym procesem rejestracji obrazu (Proces 4) najpierw filmów animowanych, a w dwa lata później także fabularnych. Po raz pierwszy film w Technicolorze odzwierciedlający wiernie kolory otoczenia powstał w 1934 jako musical Kot i skrzypce. Tak jak w poprzedniej generacji Technicoloru wykorzystano pryzmat dzielący strumień światła, ale tym razem na trzy części. Każda z nich przepuszczana przez jeden z trzech filtrów w barwach podstawowych była zapisywana na osobnej taśmie, co pozwalało na odwzorowanie pełnego spektrum barw. Produkcja kopii odbywała się podobnie jak w poprzedniej generacji Technikoloru z wykorzystaniem żelatynowych matryc, ale tym razem ze względu na większą liczbę barw ich liczba wzrosła do trzech.
W 1950 Eastman Kodak zaprezentował pierwszą wersję kolorowego negatywu Eastman standardu 35 mm (wraz z uzupełniającym go materiałem pozytywowym do kopii) umożliwiającym zapis wszystkich trzech barw podstawowych na jednej taśmie (po raz pierwszy użyto go w 1941 do nakręcenia filmu fabularnego o medycynie lotniczej Dive bomber aby zrezygnować z trzech taśm). Ulepszona wersja tego materiału została w 1952 zaadaptowana przez wytwórnie hollywoodzkie, co przyczyniło się do wycofania uznanych za przestarzałe systemów trójtaśmowych (Technicolor) i dwutaśmowych (Cinecolor). Materiał filmowy Kodak Eastman posiada strukturę z trzema warstwami emulsji, z których każda jest uczulona na inną barwę światła: czerwoną, zieloną i niebieską.

### Bezpieczna taśma filmowa
Chociaż firma Eastman Kodak jako pierwsza wprowadziła taśmę filmową wyprodukowaną na bazie octanów, to ich kruchość i podatność na kurczenie się z upływem czasu spowodowały, że znacznie popularniejszy był materiał filmowy produkowany na bazie niebezpiecznej, łatwopalnej nitrocelulozy. W 1949 Kodak zaczął zastępować wszystkie produkowane przez siebie nitrocelulozowe filmy na bezpieczniejsze, wykonane na bazie trójoctanu celulozy oznaczane jako bezpieczne (ang. Safety). W 1950 Amerykańska Akademia Sztuki i Wiedzy Filmowej uhonorowała wytwórnię Kodak Oscarem za opracowanie nowego bezpiecznego materiału filmowego. Do 1952 roku wszystkie produkowane i wyświetlane filmy bazowały na taśmach filmowych z trójoctanów. Większość, jeżeli nie wszystkie, współcześnie produkowanych kopii filmowych jest produkowana na poliestrowym podłożu, który zaczął wypierać trójoctanowe taśmy na początku lat 90. XX wieku. Jednak choć poliestrowa taśma jest znacznie mocniejsza to przy zacięciu podczas emisji ma tendencję do rozciągania się, a nie pękania, co może być powodem poważnych uszkodzeń mechanizmu projektora i zniszczeń relatywnie długiego odcinka taśmy, od 60 do 100 centymetrów, co odpowiada około dwóm sekundom akcji. Ponadto zbyt długie wystawienie poliestrowej taśmy na działanie lampy projekcyjnej powoduje jej topienie się. Taśmy negatywowe wykorzystywane podczas kręcenia filmów nadal produkowane są na bazie trójoctanów.

## Typowe formaty

### Format akademii
W standardowym formacie obrazu ruchomego klatki obrazu mają wysokość czterech otworów perforacji i proporcje obrazu 1,37:1, czyli 22 mm × 16 mm (0,866 cala × 0,630 cala). Wielkość ta jest pochodną proporcji klatki wprowadzonej przez Thomasa Edisona (24,89 mm × 18,67 mm lub 0,980 cala × 0,735 cala) na początku ery kinematografii, kiedy to stosunek boków klatki wynosił 1,33:1. Pierwsze filmy dźwiękowe zostały wprowadzone w latach 1926-1927 przez wytwórnię Warner Bros., która wykorzystała jako źródło dźwięku zsynchronizowany gramofon. Wytwórnia Fox podeszła do tematu w inny sposób umieszczając ścieżkę dźwiękową zapisaną optycznie bezpośrednio na taśmie filmowej, na pasku między perforacją a obrazem. Standard „dźwięku na filmie” został wkrótce zaadaptowany przez pozostałe wytwórnie filmowe Hollywood. Umieszczenie ścieżek dźwiękowych na taśmie filmowej wymusiło zmianę proporcji obrazu, który stał się bardziej kwadratowy. Aby przywrócić mu poprzednią prostokątną proporcję w 1932 roku zmniejszono wysokość obrazu na klatce, co przy wciąż tej samej wielkości klatki pociągnęło za sobą konieczność wprowadzenia grubszych czarnych linii pomiędzy obrazami. Tak powstał nowy format obrazu o proporcjach 1,37:1 (22 mm × 16 mm lub 0,866 cala × 0,630 cala), który nazwano proporcję formatem akademii od Amerykańskiej Akademii Sztuki i Wiedzy Filmowej. W latach 50. rozszerzono format obrazu do 1,85:1 w Stanach Zjednoczonych i 1,66:1 w Europie. Do końca lat 70. proporcje obrazu zmieniano jeszcze dwa razy najpierw 2,35:1 a później 2,40:1, a format akademii stracił na znaczeniu jako kinowy i był używany głównie w telewizji. Powierzchnia obrazu telewizyjnego jest nieco mniejsza niż wynika z proporcji formatu akademii i wynosi 1,33:1 (21 mm × 16 mm lub 0,816 cala × 0,612 cala). Format akademii nadal posiada proporcje 1,37:1, chociaż ze względu na wykorzystanie w telewizji często błędnie podaje się 1,33:1.

### Obraz panoramicznyWidescreen
Powszechnie obecnie używany anamorfotyczny format obrazu wykorzystuje podobną taśmę filmową o czterech otworach perforacji na klatkę, ale zarówno kamera, jak i projektor wyposażone są w specjalne asferyczne soczewki, które są w stanie tworzyć znacznie szerszy obraz o najpopularniejszych obecnie proporcjach 2,39:1 (znacznie częściej określany jako 2,40:1). Standard ten był określany pierwotnie jako 2,35:1 i często nadal błędnie tak się go określa, ale w 1970 decyzją SMPTE zmieniono jego nazwę na obecną. Obraz, tak zapisywany kamerą negatyw, jak i pozytywowa kopia, został dwukrotnie ściśnięty w poziomie.
Nieoczekiwany sukces zaprezentowanego w 1952 roku nowego standardu wyświetlania obrazu Cinerama doprowadził do wzmożenia prac tak wytwórni filmowych, jak i wytwórni niezależnych nad nowym standardem szerokoekranowego obrazu, który byłby w stanie zaspokoić oczekiwania publiczności. Jeszcze przed końcem 1952 20th Century Fox ostatecznie wygrał rywalizację z konkurencją zaczynając lansować, już w fazie produkcji filmów, swoją technologię CinemaScope opartą na soczewkach anamorfotycznych wynalezionych przez Francuza Henriego Chrétiena.
Pozostałe wytwórnie poszukujące podobnego rozwiązania znalazły w maju 1953 roku znacznie tańszy sposób polegający na zamaskowaniu górnej i dolnej części obrazu z projektora przy pomocy zdejmowanej płyty z prostokątnym otworem, który pozwalał na uzyskanie szerszego obrazu. Jako pierwsze zastosowało tę metodę studio filmowe Paramount w filmie Shane nadając mu proporcje 1,66:1, chociaż pierwotnie nakręcono go w formacie akademii. W wyprodukowanym przez Universal Studios w maju tego samego roku filmie Thunder Bay po raz pierwszy zaprezentowano publiczności nowe proporcje obrazu 1,85:1 przyciągając jednocześnie uwagę przemysłu filmowego łatwością, z jaką można było przystosować kina do wyświetlania filmów w takim standardzie.
Pozostałe wytwórnie również podążyły tą drogą stosując różne standardy obrazu: 1,75:1, 1,85:1 i 2:1 i przez krótki czas wszystkie te proporcje konkurowały ze sobą, ale w 1956 ustalono jeden amerykański standard 1,85:1. Filmy w tym standardzie w rzeczywistości były kręcone w formacie akademii, a później maskowane do odpowiednich proporcji celem uzyskania obrazu panoramicznego. Najczęściej obraz maskowano w kinie poprzez zastosowanie przysłon na projektorze, a nie na kamerze podczas jego kręcenia. W niektórych krajach europejskich przyjęto nieco inny standard obrazu o proporcjach 1,66:1 zamiast 1,85:1.
We wrześniu 1953 wytwórnia 20th Century Fox zadebiutowała filmem Tunika (ang. The Robe) zrealizowanym w nowej technologii Cinemascope osiągając wielki sukces. System CinemaScope był pierwszym rozwiązaniem, w którym zastosowano soczewki anamorfotyczne i stał się bazą całej gamy standardów oznaczonych sufiksem -scope, które posiadały identyczną specyfikację, natomiast niejednokrotnie gorszą od pierwowzoru jakość optyki. Spotyka się również rozwiązania, takie jak SuperScope czy Techniscope, które nie mają nic wspólnego z CinemaScope. Do końca lat 60. wytwórnia Panavision opracowała własne rozwiązanie, które nie posiadało wielu ograniczeń soczewek systemu CinemaScope i ostatecznie w 1967 system CinemaScope został wycofany jako przestarzały i zastąpiony standardem Panavision i innych wytwórców.
W latach 50. i 60. wykorzystywano wiele innych rozwiązań opartych na taśmie filmowej 35 mm, takich jak VistaVision, SuperScope, Technirama i Techniscope, z których wiele uznano za przestarzałe. Kilkadziesiąt lat później system VistaVision został wykorzystany przez Lucasfilm, a także inne wytwórnie do ujęć efektów specjalnych, a z systemu SuperScope wyewoluował wykorzystywany obecnie nowoczesny standard Super 35.

### Super 35
Nazwa standardu Super 35 pochodzi od wcześniejszego formatu SuperScope, a dokładniej specyfikacji SuperScope 235 opracowanej w 1956 roku. W 1982 materiał tego standardu został wykorzystany po raz pierwszy przez Joe Duntona, autora zdjęć do brytyjskiego filmu dokumentalnego Dance Craze. Film ten został zrealizowany w technologii Technicolor i początkowo promowany pod nazwą Super Techniscope, wkrótce zmienioną na Super 35. Głównym założeniem nowego standardu Super 35 był powrót do kręcenia zdjęć na taśmie filmowej bez ścieżki dźwiękowej zbliżonej do standardu Edisona w proporcjach 1,33:1 i czterema otworami perforacji na klatkę. Klatka o wymiarach 24,89 mm na 18,67 mm była maskowana od góry i od dołu do wymiarów 24 mm na 10 mm, w celu uzyskania proporcji 2,40:1, która może być wyświetlana przez projektory z soczewkami anamorfotycznymi. Chociaż przysłonięcie obrazu w tak dużym zakresie może się wydawać nadmierne, to maksymalne rozciągnięcie obrazu pomiędzy obszarami perforacji skutkuje powstaniem obrazu w proporcji 2,40:1 o powierzchni 240 mm², która jest jedynie o 9 mm² mniejsza niż obraz o proporcjach 1,85:1 w standardzie akademii (248,81 mm²). W procesie postprodukcji film nakręcony w standardzie Super 35 jest konwertowany na obraz anamorfotyczny (ściśnięty w poziomie) aby możliwe było wyświetlanie go w kinach wyposażonych w anamorfotyczne projektory. Taki sposób kręcenia filmów pozwala na zapis na taśmie filmowej przy użyciu obiektywów ze zwykłymi soczewkami, które są znacznie tańsze, mniejsze i popularniejsze, a przede wszystkim optycznie doskonalsze niż anamorfotyczne. Do około 2000 roku materiał filmowy był zapisywany na materiale Super 35, a później naświetlany przez optyczny powielacz ściskający obraz do standardu anamorfotycznego. Operacja ta powodowała utratę jakości obrazu wynikowego (głównie przez wzrost ziarna), sam fakt stosowania standardu Super 35 stawał się mocno kontrowersyjnym, zwłaszcza wśród producentów filmowych preferujących znacznie lepszą jakość obrazu zapisywanego od razu przy pomocy soczewek anamorfotycznych. Opracowanie na początku XXI wieku procesu postprodukcji cyfrowej Digital Intermediate (w skrócie DI) spowodowało znaczne upowszechnienie się standardu Super 35. Dzięki temu, że maskowanie obrazu i konwersja na anamorfotyczny odbywa się cyfrowo jedynie przy pomocy komputera i bez użycia zewnętrznych urządzeń optycznych wyeliminowano pogorszenie jakości spowodowane wzrostem ziarnistości. Wraz ze spadkiem kosztu obróbki materiału metodą DI, a tym samym wzrostu jej popularności zapis materiału filmowego na taśmie standardu Super 35 staje się rozwiązaniem przestarzałym i niedalekiej przyszłości prawdopodobnie całkowicie zrezygnuje się z tej metody zapisu na korzyść innych nowocześniejszych rozwiązań opartych na technologii cyfrowej.

### Potrójna perforacja
Najpopularniejszym obecnie standardem zapisu materiału filmowego jest zapis na taśmach filmowych o klatkach wysokości czterech otworów perforacji 22 mm × 16 mm (0,866 cala × 0,630 cala) maskowanych z góry i z dołu dla uzyskania proporcji 1,85:1 lub 1,66:1. Dla potrzeb produkcji telewizyjnej, gdzie nie wymaga się kompatybilności z projektorami standardu 35 mm stosuje się klatki o mniejszej wysokości wynoszącej trzy otwory perforacji (13,9 mm). Zabieg ten pozwala znacznie ekonomiczniej wykorzystać taśmę filmową zmniejszając jej zużycie o 25% w stosunku do zapisu na klatkach o wysokości 4 otworów. Przy wykorzystaniu taśmy Super 35 z potrójną perforacją otrzymuje się obraz o proporcjach 16:9 używany w telewizji wysokiej rozdzielczości HDTV. Ze względu na inną wysokość klatki filmowej taśma z potrójną perforacją nie jest kompatybilna z urządzeniami rejestrującymi na klatkach o wysokości czterech otworów. Zapis na taśmie z potrójną perforacją odbywa się tak samo jak na materiale standardu Super 35, czyli od jednego do drugiego obszaru perforacji z pominięciem ścieżki dźwiękowej. Zmniejszenie wysokości zapisywanego obrazu wyklucza konieczność stosowania maskowania obrazu. W procesie postprodukcji następuje kopiowanie filmu na materiał pozytywowy o standardowej wysokości klatki wynoszącej 4 otwory perforacji, albo kopiowany do postaci elektronicznej przy pomocy skanerów filmowych lub TeleCine. Dzięki coraz częściej wykorzystywanej postprodukcji cyfrowej DI standard potrójnej perforacji staje się coraz popularniejszy przy produkcji filmów jako niewymagający stratnej konwersji optycznej.

### VistaVision

Diagram przedstawiający taśmę filmową w formacie VistaVision, nazywanym Leniwą ósemką (ang. Lazy 8). Nazwa ta wzięła się z faktu, że na każdą klatkę obrazu przypada osiem otworów perforacji, a sama taśma leży przesuwając się w pozycji poziomej.

Format filmowy VistaVision został opracowany w 1954 roku przez wytwórnię Paramount Pictures w celu uzyskania lepszego jakościowo negatywu, o mniejszym ziarnie, pozwalającego zapisywać obraz panoramiczny. Podobnie jak w klasycznej fotografii format ten wykorzystuje taśmę filmową o szerokości 35 mm ułożoną poziomo, a nie jak w innych standardach pionowo, co w rezultacie pozwala otrzymać klatki o szerszych proporcjach 1,5:1 i ośmioma otworami perforacji na klatkę. Obraz tego standardu charakteryzował się ponadto dużo większym odwzorowaniem detali ze względu na dużą powierzchnię negatywu. Materiał zapisany w standardzie VistaVision nie nadaje się do bezpośredniego wyświetlania w kinie i wymaga optycznego stopnia pośredniego ściskającego obraz w poziomie do wymiarów standardowej klatki 35 mm o poczwórnej perforacji.
Chociaż standard VistaVision nie był we wczesnych latach 60. wykorzystywany, to niekiedy ze względu na mniejsze ziarno wykorzystywany do kręcenia efektów specjalnych. Pierwszym filmem, w którym John Dykstra z Industrial Light and Magic wykorzystał ten standard obrazu był film Gwiezdne wojny. Obecnie, ze względu na coraz częstsze wykorzystywanie opartych na komputerach systemów realizacji efektów specjalnych, popularność formatu VistaVision znacznie spadła.

### Perforacje

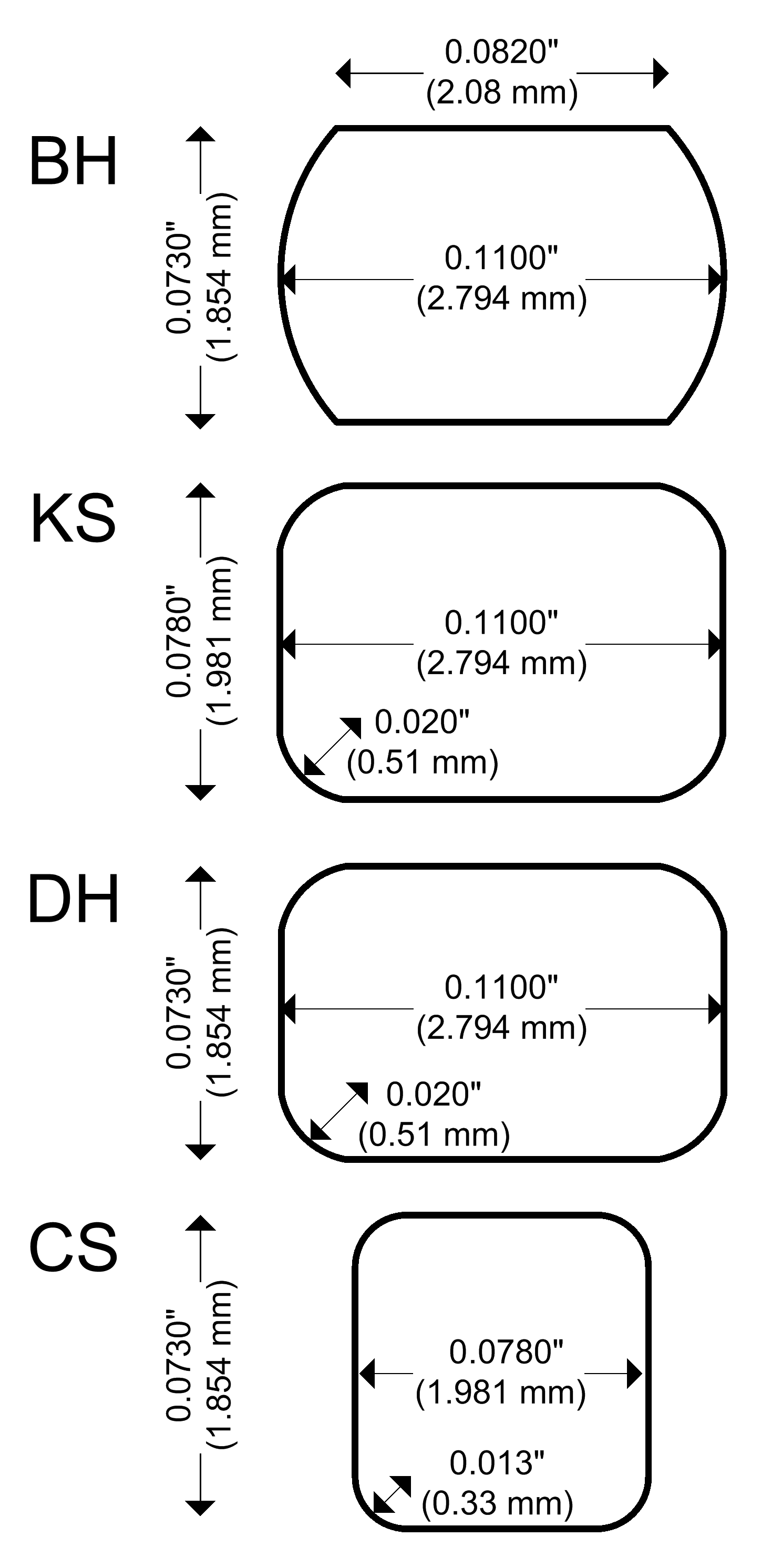
Porównanie różnych standardów perforacji filmu 35 mm

Perforacja BH: początkowo perforacja taśmy filmowej miała postać okrągłych otworów wyciętych na jej krawędziach, która jednak ze względu na dużą podatność na zużycie i deformacje została zmodyfikowana do postaci znanej obecnie jako Bell & Howell. Perforacja ta oznaczana w skrócie jako (BH) posiada otwory o prostych krawędziach na górze i dole, oraz łukowatych bokach. Maksymalna szerokość otworu perforacji mierzona na środku łuku krawędzi ocznych wynosi 2,794 mm, a wysokość 1,854 mm. Perforacja ta nazywana jest czasem jako BH1866 od parametru pitch określającego odległość między górnymi krawędziami sąsiednich otworów perforacji wynoszącego 0,1866 cala. Obecnie jest to standardowa perforacja negatywów filmowych.
Perforacja KS: posiadająca kanciaste otwory perforacja BH, podczas odtwarzania w projektorach filmowych mają tendencję do przerywania się (ze względu na szarpany ruch mechanizmu przesuwu filmu) oraz kurczenie w procesie nieustannego starzenia się taśmy. W celu wydłużenia żywotności taśmy, jej trwałości oraz równomiernego przesuwu w projektorach w 1924 roku w koncernie Kodak opracowano nowy standard perforacji o większych prostokątnych otworach z zaokrąglonymi rogami. Perforacja ta nazwana Kodak Standard lub w skrócie KS posiada otwory o wymiarach 1,981 mm wysokości i 2,794 mm szerokości. Perforacja KS okazała się idealnym wyborem do produkcji kopii pozytywowego materiału filmowego, a także negatywów przeznaczonych do filmowania z dużymi prędkościami przesuwu taśmy, oraz efektów specjalnych takich jak bluescreen, projekcja tylna, itp. Zwiększenie rozmiaru otworów perforacji ma też swoje wady, z których największą jest mniejsza dokładność przesuwu, ważna w procesie rejestracji obrazu, dlatego w taśmach negatywowych stosuje się perforację BH. Inna nazwa perforacji KS to KS1870 od parametru pitch wynoszącego 0,1870 cala. Perforacja KS jest standardową dla materiałów pozytywowych przeznaczonych do wyświetlania w kinach.
Dwie powyższe perforacje pozostają wciąż w powszechnym użyciu. Inne ich nazwy to N dla perforacji BH, od negatyw i P dla KS od pozytyw. Perforacja Bell & Howell pozostaje standardem dla kamer filmowych ze względu na małe wymiary otworów zapewniające uzyskanie stabilniejszego obrazu niż w innych standardach.
Perforacja DH: od Dubray Howell, była pierwszą zasugerowaną w 1931 roku uniwersalną perforacją, która miała zastąpić oba wcześnie standardy BH i KS. Była to hybryda obu powyższych tak w rozmiarach, jak i kształcie. Zachowała prostokątny kształt z zaokrąglonymi rogami otworów KS i szerokość 2,794 mm, ale wysokość otworów standardu BH wynoszącą 1,854 mm. Rozwiązanie takie zapewniło zarówno większą trwałość taśmy filmowej, jak i dokładniejszy przesuw taśmy podczas rejestracji materiału. Jednym z pierwszych zastosowań standardu BH był proces obróbki materiału światłoczułego Technicolor, a zwłaszcza kolorowanie materiału filmowego. Perforacja standardu DH była jednak dość krótko wykorzystywana ze względu na wprowadzenie nowego materiału filmowego Eastmancolor produkcji Kodaka, co znacznie zmniejszyło zapotrzebowanie na kolorowanie filmów. Do dziś perforacja DH jest sporadycznie wykorzystywana w kopiach studyjnych materiału filmowego.
Perforacja CS: w 1953 wraz z wprowadzeniem formatu filmowego CinemaScope konieczne było opracowanie nowego standardu perforacji o innym kształcie otworów zbliżonym do kwadratu z zaokrąglonymi rogami. Wprowadzenie mniejszych rozmiarów otworów spowodowane było chęcią wygospodarowania miejsca na dwa paski magnetyczne z zapisem stereofonicznego dźwięku dookólnego (surround). Popularnie nazywano tę perforację skrótem CS od CinemaScope lub lisią dziurą (ang. fox hole). Wymiary otworów to 1,854 mm wysokości i 1,981 mm szerokości. Ze względu na różnice rozmiarów perforacji filmy z otworami w standardzie CS nie mogły być odtwarzane przez projektory z ząbkami dla standardowej perforacji KS, ale filmy z perforacją KS mogły być odtwarzane w projektorach CS. Stare filmy z perforacją KS, które na skutek upływu czasu uległy skurczeniu można odtwarzać na projektorach z zębatkami CS z dużo mniejszym prawdopodobieństwem przerwania taśmy. Chociaż taśmy z perforacją CS nie są obecnie zbyt często wykorzystywane to Kodak wciąż posiada w swej ofercie materiał filmowy na specjalne zamówienia z taką perforacją.
Podczas wykonywania kopii pozytywowej z negatywu stosuje się metodę stykową polegająca na nawinięciu na rolki kopiarki taśmy negatywu i przykryciu jej światłoczułą taśmą pozytywową. Ze względu na minimalnie różną odległość taśm od środka rolek konieczne było wycinanie otworów perforacji w obu materiałach w różnych odstępach (pitch). Negatyw, który znajdował się po wewnętrznej stronie koła zębatego i tym samym przebywał krótszą drogę posiadał otwory wycięte w odstępach 0,1866 cala, podczas gdy zewnętrzny materiał docelowy w odległościach 0,1870 cala. W procesie starzenia się azotanu celulozy i octanu celulozy, które stanowią podłoże materiału filmowego następuje ich kurczenie, co kompensuje różnice w odległościach otworów. Współcześnie używane do produkcji taśm filmowych tworzywa sztuczne nie wykazują już takiej tendencji do kurczenia się, dlatego taśmy negatywowe perforuje się z parametrem pitch o 0,2% mniejszym niż błony pozytywowe.

### Nowe rozwiązania w zapisie dźwięku

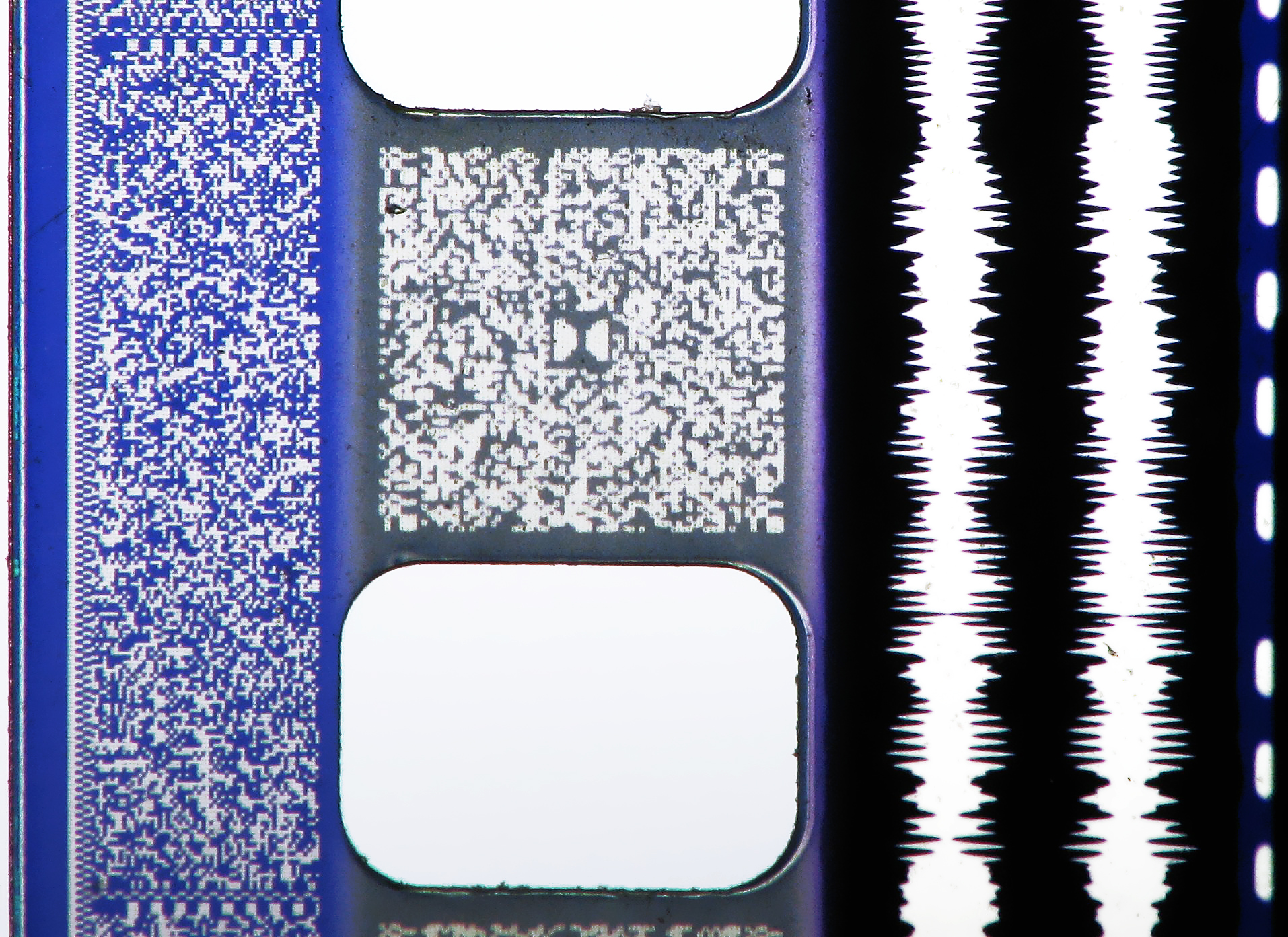
Ścieżki dźwiękowe 35 mm taśmy filmowej, od lewej: SDDS, Dolby Digital, analogowa optyczna i znacznik czasowy DTS (timecode)

Nowe cyfrowe ścieżki dźwiękowe wprowadzono do kinematografii w latach 90. XX wieku włączając w to systemy Dolby Digital, zapisany w polach pomiędzy otworami perforacji taśmy,
SDDS zapisany na dwóch nadmiarowych ścieżkach zlokalizowanych po obu zewnętrznych stronach perforacji i DTS, który jest zapisany na osobnym nośniku, zazwyczaj płycie CD, synchronizowanym kodem czasowym (timecode) znajdującym się na ścieżce pomiędzy obrazem a ścieżką dźwięku analogowego. Wszystkie z wymienionych standardów dźwięku są zlokalizowane w innych niewykorzystanych przez obraz miejscach, dlatego jednocześnie można zapisać wszystkie te standardy, co z kolei umożliwia wykorzystanie tych samych taśm w wielu różnych kinach bez różnicowania materiału ze względu na standard zapisu dźwięku. Analogowy zapis optyczny również z biegiem czasu uległ modyfikacji. Zastąpiono czarno-biały (srebrny) zapis ścieżki na zabarwiony na cyjanowy kolor, a wykorzystywane do odczytu lampy żarowe zastąpiono czerwonymi diodami LED lub laserem, które umożliwiają również odczyt starych srebrnych ścieżek. Z kolei nowe cyjanowe ścieżki nie mogą być odczytywane przez sensory starego typu. Pierwszym filmem z dźwiękiem analogowym zapisanym tylko cyjanowymi ścieżkami był Życie i cała reszta z 2003 roku.

## Specyfikacja techniczna

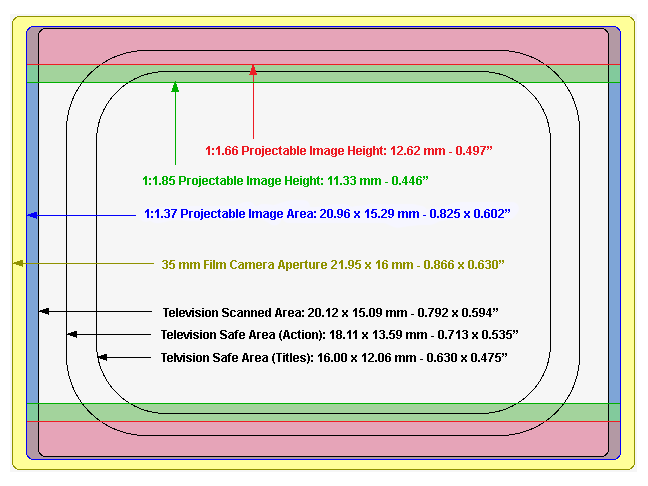
Obszary klatki filmowej 35 mm na przykładzie klatki zapisanej w sferycznym standardzie akademii

Techniczna specyfikacja dla taśmy filmowej 35 mm została przyjęta jako standard przez SMPTE.
- 16 klatek na stopę (0,748 cala (19 mm) na klatkę)
- 24 klatki na sekundę (fps); 90 stóp na minutę. 1000 stóp to ok. 11 minut przy 24 fps.
- spłaszczenie w pionie
- 4 otwory perforacji na klatkę (wszystkie formaty poza potrójną perforacją)

35 mm sferyczny
- proporcje negatywu 1,37:1. Obraz wyświetlany maskowany do proporcji 1,85:1 i 1.66:1
- przysłona kamery: 0,866 cala × 0,630 cala (22 mm × 16 mm)
- przysłona projektora (pełne 1,37:1): 0,825 cala × 0,602 cala (21 mm × 15 mm)
- przysłona projektora (1,66:1): 0,825 cala × 0,497 cala (21 mm × 13 mm)
- przysłona projektora (1,85:1): 0,825 cala × 0,446 cala × (21 mm × 11 mm)
- przysłona studia TV: 0,816 cala × 0,612 cala × (21 mm × 16 mm)
- transmisja telewizyjna: 0,792 cala × 0,594 cala (20 mm × 15 mm)
- obszar akcji TV: 0,713 cala × 0,535 cala (18 mm × 14 mm); corner radii: 0,143 in (3,6 mm)
- obszar napisów TV: 0,630 cala × 0,475 cala × (16 mm × 12 mm); corner radii: 0,125 in (3,2 mm)

Super 35 mm film
- proporcje negatywu z kamery 1,33:1
- przysłona kamery: 0,980 cala × 0,735 cala
- wymiary klatki (35 mm anamorfotyczny): 0,945 cala (24,00 mm) × 0,394 cala (10,00 mm)
- wymiary klatki (do konwersji na standard 70 mm): 0,945 cala (24,00 mm) × 0,430 cala (10,92 mm)
- wymiary klatki (35 mm panoramiczny 1,85): 0,945 cala (24,00 mm) × 0,511 cala (12,97 mm)

35 mm anamorfotyczny
- proporcje obrazu 2,39:1, od klatki 1,19:1 z podwójnym ściśnięciem w poziomie
- przysłona kamery: 0,866 cala (22,00 mm) × 0,732 cala (18,59 mm)
- przysłona projektora: 0,825 cala (20,96 mm) × 0,690 cala (17,53 mm)